# Вибрация
Вибра́ция (лат. Vibratio «колебание, дрожание») — движение точки или механической системы, при котором происходят колебания характеризующих его скалярных величин; либо механические колебания упругих тел различной формы.
Термином вибрация обозначают как колебания вообще, так и говорят в более узком смысле, подразумевая механические колебания деталей машин, конструкций и сооружений, оказывающие ощутимое влияние на человека. В этом случае подразумевается частотный диапазон 1,6—1000 Гц.

## Классификация с точки зрения санитарных норм

### Способ передачи
По способу передачи различают следующие виды вибрации
- общую вибрацию, передающуюся через опорные поверхности на тело сидящего или стоящего человека;
- местную вибрацию, передающуюся через руки или ноги человека, а также через предплечья, соприкасающиеся с вибрирующими поверхностями.

### Источник возникновения
В зависимости от источника возникновения различают следующие виды вибраций:
- локальная вибрация, передающаяся человеку от ручного механизированного (с двигателями) инструмента;
- локальная вибрация, передающаяся человеку от ручного немеханизированного инструмента;
- общая вибрация 1 категории — транспортная вибрация, воздействующая на человека на рабочих местах транспортных средств, движущихся по местности, дорогам и пр.' Пример: тракторы, грузовые автомобили;
- общая вибрация 2 категории — транспортно-технологическая вибрация, воздействующая на человека на рабочих местах машин, перемещающихся по специально подготовленным поверхностям производственных помещений и т. п. Пример: краны, напольный производственный транспорт;
- общая вибрация 3 категории — технологическая вибрация, воздействующая на человека на рабочих местах стационарных машин или передающаяся на рабочие места, не имеющих источников вибрации. Пример: станки, литейные машины.
- общая вибрация в жилых помещениях и общественных зданиях от внешних источников. Пример: вибрация от проходящего трамвая.
- общая вибрация в жилых помещениях и общественных зданиях от внутренних источников. Пример: лифты, холодильники.

## Возникновение вибрации
Вибрация возникает в самых разнообразных технических устройствах вследствие несовершенства их конструкции, неправильной эксплуатации, внешних условий (например, рельеф дорожного полотна для автомобилей), а также специально генерируемая вибрация.

### Основные встречающиеся источники, и условия возникновения вибраций
Причиной усиления вибрации может быть резонанс.

### Математический аппарат для описания вибраций
Математически вибрацию описать достаточно сложно. Одним из инструментов для создания математической модели может быть Теория катастроф.
Существуют компьютерные программы для расчёта вибраций, вибрационных и шумовых полей.

### Вибрации в технике, конструкциях и природе

#### Целевой эффект
- Вибрационные сита;
- Вибрационные дробилки;
- Соломотряс и очистка зерноуборочного комбайна;
- Вибрационные транспортеры;
- Бетоноуплотнительные машины (глубинные вибраторы, виброрейки, виброопалубка);
- «Разгрузочные вибраторы» железнодорожных вагонов;
- Виброшлифмашины;
- Инфразвуковые боевые генераторы;
- Геофизические сейсмоиммитаторы;
- Вибромассажеры;
- Секс-игрушки;
- Вибрация используется в игровых симуляторах (компьютерных гаджетах, джойстиках) для повышения реалистичности игры.

#### Сопутствующий эффект
- Работающие электродвигатели, особенно плохо сбалансированные.
- Работающее дерево-, и металлообрабатывающее оборудование.
- Газотурбинные двигатели самолетов и др. транспортных средств.
- Судовые дизельные двигатели и трансмиссия.
- Двигатели внутреннего сгорания и трансмиссия автомобилей.
- Вибрация трансформаторов и соленоидов.
- Дрожание нагревательных обмоток муфельных печей.
- Дрожание водопровода и систем отопления при наличии «воздушных пробок».
- Вибрации металлоконструкций.
- Вибрации железобетонных конструкций вследствие теплового нагрева.
- Низкочастотные вибрации музыкальных установок.
- Вибрации ракетных двигателей при работе.
- Природные вибрации — землетрясения, атмосферные разряды.
- Плохое состояние дорожного покрытия (для автомобилей), рельсы (для поездов).
- Вибрации газопроводов, углепроводов и нефтепроводов при перекачке сырья.
- Вибрации нагнетателей на газоперекачивающих агрегатах.
- Вибрации насосов на нефтеперекачивающих системах.
- Вибрации башен, дымовых труб, антенн, при знакопеременных ветровых нагрузках.
- Вибрации ручного электроинструмента: дрели, отбойные молотки и др.

### Вибрации в живых организмах
Психологической значимости вибрации и движению мышц в живых организмах уделял особое внимание выдающийся русский физиолог И. М. Сеченов. Он утверждал, что «все внешние проявления мозговой деятельности могут быть сведены на мышечное движение».
Наблюдая за поведением различных животных выдающийся австрийский учёный, основоположник этологии Конрад Лоренц установил зависимость между уровнем агрессивности животного и интенсивностью его движений или вибраций.
- Вибрации напряженных мышц.
- Вибрации сопровождающие дыхание: храп.
- Вибрации голосовые: низкие частоты речи человека.

## Допустимый уровень вибрации
Нормирование технологической вибрации как общей, так и локальной производится в зависимости от её направления в каждой октавной полосе(1,6 — 1000 Гц) со среднеквадратическими виброскоростями (1,4 — 0,28)10−2м/с, и логарифмическими уравнениями виброскорости (115—109 дБ), а также виброускорением (85 — 0,1 м/с²). Нормирование общей технологической вибрации производится также в 1/3 октавных полосах частот (1,6 — 80 Гц).

## Измерение вибрации
Для измерения вибрации и дополнительной оценки уровня шума применяется специальное оборудование:
- системы сбора и анализа данных — могут записывать собирать данные о вибрационном воздействии на различные объекты;
- системы управления вибрационными испытаниями — могут воспроизводить запись вибрации и способствовать проведению виброиспытаний;
- автономные регистраторы данных — записывают данные о вибрационных воздействиях;
- регистраторы-анализаторы спектра — мониторят вибрационную нагрузки на объект испытаний и сообщают о выходе за ее пределы;
- системы вибродиагностики — позволяют спрогнозировать ресурс и степень износа различного оборудования;
- виброметры;
- виброскопы;
- универсальные шумовиброметры[6].

Для научного и практического исследования уровня вибрации используют программное обеспечение для детального анализа сохраненных сигналов и сигналов, поступающих в режиме реального времени.
Виды программного анализа данных:
- модальный анализ,
- статистический анализ,
- долеоктавный анализ,
- статистический анализ,
- тахоанализ,
- фильтрация
- каскад спектров,
- вейвлет-анализ и другие.

## Воздействие на организм
Действие вибраций на человека различно. Оно зависит от того, вовлечён ли в неё весь организм или часть, от частоты, силы и продолжительности и прочих факторов.
Воздействие вибрации может ограничиться ощущением сотрясения (паллестезия) или привести к изменениям в нервной, сердечно-сосудистой, опорно-двигательной системах.
При хроническом воздействии вибрации на человека в условиях производства возможно развитие профессионального заболевания — Вибрационной болезни. Заболевание характеризуется стойкими патологическими нарушениями в сердечно-сосудистой и нервной системе, а также в опорно-двигательном аппарате и высокой инвалидизацией. В Российской Федерации вибрационная болезнь находится на одном из первых мест среди хронических профессиональных заболеваний.
В опытах на крысах вибрация с ускорением 0,3 g и частотой 35 Гц по 20 минут 5 дней в неделю ускорила заживление ран за счёт усиления мышечной активности и микроциркуляции крови

## Исследование вопросов вибрации в России
Ежегодно, в мае, в МГТУ имени Н. Э. Баумана проводится Всероссийская конференция молодых ученых и специалистов «Акустика среды обитания». На конференции рассматривают широкий круг вопросов, связанных с проблемами акустического загрязнения окружающей среды и защиты человека от вредного воздействия шума и вибрации.

## Борьба сшумоми вибрацией

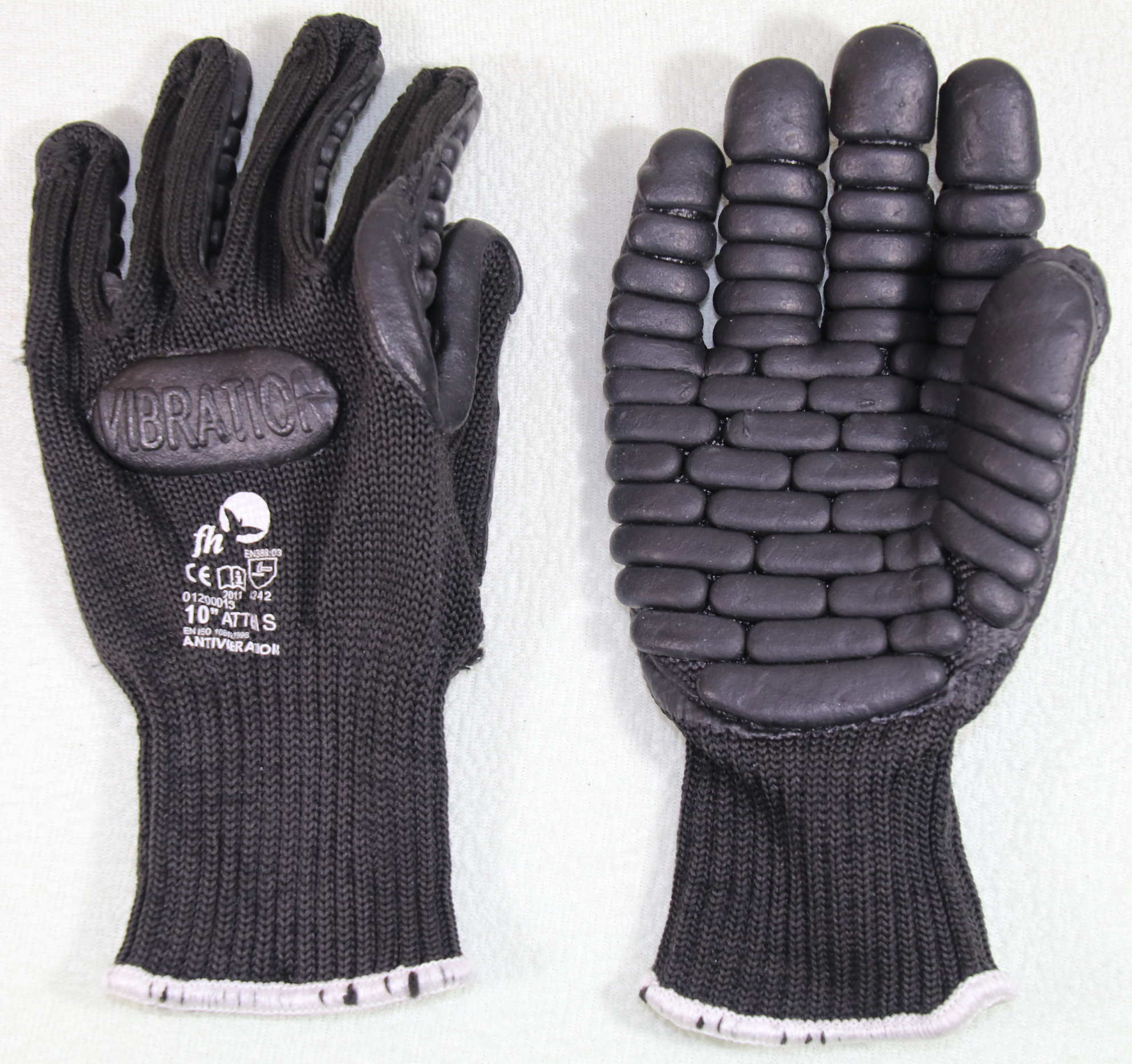
Виброгасящие перчатки

Основными методами борьбы с разного рода шумами и вибрацией являются:
- Уменьшение шума и вибрации в источнике их возникновения: совершенствование конструкции (расчёт фундамента, системы амортизаторов или виброизоляторов).
- Звукопоглощение и виброизоляция.
- Установка глушителей шума и вибрации, экранов, виброизоляторов.
- Рациональное размещение работающего оборудования и цехов.
- Применение средств индивидуальной защиты (для защиты от шума: беруши, наушники; для защиты от вибрации — виброгасящие рукавицы).
- Вынесение шумящих агрегатов и устройств от мест работы и проживания людей, зонирование.